# 뇌서
뇌서(雷緖, ? ~ ?)는 유비에게 귀부한 양주 여강군 사람이다.

## 생애
여강(廬江)의 유명한 호족이였다.
원소와 조조가 대치하고 있을 무렵에 양주자사 엄상이 손책 측의 여강태수 이술에게 살해당하자, 혼란을 틈타 여강의 매건(梅乾) · 진란 등과 함께 수만 명의 무리를 모아 강회 지역을 휩쓸었다. 
이후 조조 측의 양주자사 유복(劉馥)이 뇌서에게 투항할 것을 권유하자 투항하였다. 그러나 208년에 여강(廬江)에서 반란을 일으켜, 행령군(行領軍)으로 임명된 하후연(夏侯淵)에게 공격을 당해 격파되었다. 
그후 부하 수만 명을 인솔하여 형주(荊州)의 유비(劉備)에게 귀순하였다.
뇌박과는 관계가 있을 것으로 보이나 불명이다.

## 같이 보기
- 삼국지 인물 목록